# Campionati europei di atletica leggera
I campionati europei di atletica leggera (in inglese European Athletics Championships) sono una competizione continentale di atletica leggera organizzata dalla European Athletic Association (EAA). La manifestazione ha cadenza biennale e si svolge negli anni pari.
La prima edizione si è tenuta nel 1934 a Torino, in Italia, edizione a cui parteciparono solo gli uomini. Dall'edizione successiva del 1938 vennero ammesse a partecipare anche le donne, seppur in una sede diversa rispetto a quella degli uomini.
La cadenza dell'evento è stata a lungo tempo quadriennale, tra i Giochi olimpici estivi ed i Campionati del mondo di atletica leggera, nello stesso anno dei Giochi del Commonwealth. Dal 2010 la competizione si svolge ogni due anni, coincidendo anche con i Giochi olimpici estivi.

## Edizioni
| Ediz. | Anno | Città             | Nazione        | Data                    | Sede                                                               |
| ----- | ---- | ----------------- | -------------- | ----------------------- | ------------------------------------------------------------------ |
| 1     | 1934 | Torino            | Italia         | 7 - 9 settembre         | Stadio Municipale Benito Mussolini (Stadio Olimpico Grande Torino) |
| 2     | 1938 | Parigi (uomini)   | Francia        | 3 - 5 settembre         | Stadio olimpico Yves du Manoir                                     |
| 2     | 1938 | Vienna (donne)    | Germania       | 17 - 18 settembre       | Praterstadion                                                      |
| 3     | 1946 | Oslo              | Norvegia       | 22 - 25 agosto          | Bislett Stadion                                                    |
| 4     | 1950 | Bruxelles         | Belgio         | 23 - 27 agosto          | Stadio Heysel                                                      |
| 5     | 1954 | Berna             | Svizzera       | 25 - 29 agosto          | Stadio Neufeld                                                     |
| 6     | 1958 | Stoccolma         | Svezia         | 19 - 24 agosto          | Olympiastadion                                                     |
| 7     | 1962 | Belgrado          | Jugoslavia     | 12- 16 settembre        | JNA Stadium                                                        |
| 8     | 1966 | Budapest          | Ungheria       | 30 agosto - 4 settembre | Népstadion                                                         |
| 9     | 1969 | Atene             | Grecia         | 16 - 21 settembre       | Stadio Geōrgios Karaiskakīs                                        |
| 10    | 1971 | Helsinki          | Finlandia      | 10 - 15 agosto          | Olympiastadion                                                     |
| 11    | 1974 | Roma              | Italia         | 2 - 8 settembre         | Stadio Olimpico                                                    |
| 12    | 1978 | Praga             | Cecoslovacchia | 29 agosto - 3 settembre | Stadion Evžena Rošického                                           |
| 13    | 1982 | Atene             | Grecia         | 3 - 9 settembre         | Stadio olimpico Spyros Louīs                                       |
| 14    | 1986 | Stoccarda         | Germania Ovest | 29 agosto - 3 settembre | Neckarstadion                                                      |
| 15    | 1990 | Spalato           | Jugoslavia     | 26 agosto - 2 settembre | Stadio Poljud                                                      |
| 16    | 1994 | Helsinki          | Finlandia      | 7 - 14 agosto           | Olympiastadion                                                     |
| 17    | 1998 | Budapest          | Ungheria       | 18 - 23 agosto          | Népstadion                                                         |
| 18    | 2002 | Monaco di Baviera | Germania       | 6 - 11 agosto           | Olympiastadion                                                     |
| 19    | 2006 | Göteborg          | Svezia         | 7 - 13 agosto           | Ullevi                                                             |
| 20    | 2010 | Barcellona        | Spagna         | 27 luglio - 1º agosto   | Stadio olimpico Lluís Companys                                     |
| 21    | 2012 | Helsinki          | Finlandia      | 27 giugno - 1º luglio   | Olympiastadion                                                     |
| 22    | 2014 | Zurigo            | Svizzera       | 12 - 17 agosto          | Stadio Letzigrund                                                  |
| 23    | 2016 | Amsterdam         | Paesi Bassi    | 6 - 10 luglio           | Stadio Olimpico                                                    |
| 24    | 2018 | Berlino           | Germania       | 6 - 12 agosto           | Olympiastadion                                                     |
| -     | 2020 | Parigi            | Francia        | Cancellati              | Stadio Charléty                                                    |
| 25    | 2022 | Monaco di Baviera | Germania       | 15 - 21 agosto          | Olympiastadion                                                     |
| 26    | 2024 | Roma              | Italia         | 7 - 12 giugno           | Stadio Olimpico                                                    |
| 27    | 2026 | Birmingham        | Regno Unito    | 10 - 16 agosto          | Alexander Stadium                                                  |
| 28    | 2028 | Chorzów           | Polonia        | 22 - 27 agosto          | Stadio della Slesia                                                |

## Medagliere generale
Statistiche aggiornate a Roma 2024.
Nota: sono in corsivo le nazioni non più esistenti
| Posizione | Paese                       | Oro  | Argento | Bronzo | Totale |
| --------- | --------------------------- | ---- | ------- | ------ | ------ |
| 1         | Gran Bretagna               | 127  | 100     | 111    | 338    |
| 2         | Unione Sovietica            | 120  | 110     | 101    | 331    |
| 3         | Germania Est                | 90   | 83      | 66     | 239    |
| 4         | Francia                     | 73   | 74      | 72     | 219    |
| 5         | Germania                    | 71   | 72      | 69     | 212    |
| 6         | Polonia                     | 59   | 60      | 66     | 185    |
| 7         | Italia                      | 55   | 53      | 57     | 165    |
| 8         | Russia                      | 49   | 50      | 51     | 150    |
| 9         | Germania Ovest              | 36   | 44      | 51     | 131    |
| 10        | Finlandia                   | 35   | 29      | 42     | 106    |
| 11        | Spagna                      | 34   | 28      | 38     | 100    |
| 12        | Paesi Bassi                 | 33   | 28      | 29     | 90     |
| 13        | Svezia                      | 32   | 44      | 41     | 117    |
| 14        | Ucraina                     | 23   | 30      | 24     | 77     |
| 15        | Norvegia                    | 20   | 17      | 20     | 57     |
| 16        | Ungheria                    | 18   | 24      | 24     | 66     |
| 17        | Cecoslovacchia              | 16   | 16      | 27     | 59     |
| 18        | Belgio                      | 16   | 15      | 13     | 44     |
| 19        | Portogallo                  | 16   | 15      | 10     | 41     |
| 20        | Grecia                      | 16   | 10      | 11     | 37     |
| 21        | Svizzera                    | 12   | 16      | 19     | 47     |
| 22        | Bulgaria                    | 12   | 16      | 12     | 40     |
| 23        | Turchia                     | 12   | 10      | 10     | 32     |
| 24        | Bielorussia                 | 10   | 13      | 12     | 35     |
| 25        | Croazia                     | 9    | 3       | 3      | 15     |
| 26        | Romania                     | 8    | 22      | 10     | 40     |
| 27        | Rep. Ceca                   | 8    | 14      | 14     | 36     |
| 28        | Jugoslavia                  | 6    | 6       | 3      | 15     |
| 29        | Irlanda                     | 5    | 9       | 7      | 21     |
| 30        | Danimarca                   | 4    | 7       | 4      | 15     |
| 31        | Estonia                     | 4    | 6       | 5      | 15     |
| 32        | Lettonia                    | 4    | 3       | 3      | 10     |
| 33        | Lituania                    | 3    | 3       | 5      | 11     |
| 34        | Austria                     | 3    | 2       | 6      | 11     |
| 35        | Israele                     | 3    | 2       | 4      | 9      |
| 36        | Slovenia                    | 3    | 2       | 3      | 8      |
| 37        | Islanda                     | 3    | 1       | 1      | 5      |
| 38        | Serbia                      | 2    | 8       | 3      | 13     |
| 39        | Slovacchia                  | 1    | 5       | 1      | 7      |
| 40        | Atleti Neutrali Autorizzati | 1    | 3       | 2      | 6      |
| 41        | Albania                     | 1    | 1       | 0      | 2      |
| 42        | Azerbaigian                 | 0    | 2       | 2      | 4      |
| 43        | Lussemburgo                 | 0    | 1       | 0      | 1      |
| 43        | Montenegro                  | 0    | 1       | 0      | 1      |
| 45        | Moldavia                    | 0    | 0       | 1      | 1      |
| Totale    | Totale                      | 1052 | 1058    | 1053   | 3163   |